# Erythrodiplax latimaculata
Erythrodiplax latimaculata – gatunek ważki z rodziny ważkowatych (Libellulidae). Występuje na terenie Ameryki Południowej.